# Grote rafelvis
De grote rafelvis (Phycodurus eques), soms ook zeedraak genoemd, is een zeevis die verwant is aan de zeepaardjes. Het is de enige soort uit het geslacht Phycodurus. Hij komt in het zuiden en westen van Australië voor.

## Beschrijving
De grote rafelvis leeft op met kelp begroeide riffen en in kelpwouden tussen de bladeren van deze wieren op een diepte tussen de 4 en 30 meter. Deze vis wordt niet groter dan 35 cm. De vis is uitstekend gecamoufleerd; het is het beste voorbeeld van camouflage waar zowel mensen als roofdieren de grootste moeite hebben om hem te vinden.

Net als bij andere soorten uit de familie van de zeenaalden en zeepaardjes geeft het vrouwtje als het met het mannetje paart haar eitjes aan het mannetje, die door hem bevrucht worden. Het mannetje draagt de eitjes onder zijn buik en staart in een broedbuidel tot ze uitkomen en weg gaan.

## Relatie tot de mens
De grote rafelvis komt voor in een relatief beperkt gebied (1400 km²) van wiervelden die liggen in een smalle strook langs de kust van Australië en Tasmanië. Dit habitat wordt bedreigd door bouwactiviteiten en het lozen van afvalwater. Over het voorkomen van de grote rafelvis is maar beperkte informatie; zeker is dat er bedreigingen zijn voor deze vissoort die zich maar heel langzaam voortbeweegt en zich niet snel kan uitbreiden. Daarom staat de vissoort als gevoelig op de internationale Rode Lijst van de IUCN.

De vis kan worden bezichtigd in diverse voor publiek toegankelijke aquaria.

## Noot
1. ↑  (en) Grote rafelvis op de IUCN Red List of Threatened Species.
2. ↑  Connolly, R. 2006. Phycodurus eques. In: IUCN 2010. IUCN Red List of Threatened Species. Version 2010.2. <www.iucnredlist.org>. Downloaded on 29 August 2010.